# Campeonato Europeu de Beisebol de 1954
O Campeonato Europeu de Beisebol de 1954 foi a 1º edição do principal torneio entre seleções nacionais de beisebol da Europa. O campeão foi a Itália, que conquistou seu 1º título na história da competição. O torneio foi sediado na Bélgica.